# Mezitah
Mezitah je taktický šachový prvek, při kterém hráč namísto očekávaného tahu (obvykle vyměnění figur) zahraje jiný tah, který však pro soupeře představuje nějakou hrozbu. Až poté zahraje daný očekávaný tah. Jedná se o tah s vysokou mírou iniciativy a v nejlepším případě přináší mezitah výhodu, například zisk materiálu. Pokud je mezitahem šach, tah se nazývá mezišachem.
Příkladem mezitahu je Prokešův manévr.

## Příklad
|   | a | b | c | d | e | f | g | h |   |
| 8 | g8 černý král · b7 černý dáma · f7 černý pěšec · g7 černý pěšec · g6 černý pěšec · a5 černý pěšec · h5 černý věž · d4 bílý dáma · h4 bílý věž · g3 černý věž · h3 bílý pěšec · g2 bílý pěšec · f1 bílý střelec · g1 bílý král | g8 černý král · b7 černý dáma · f7 černý pěšec · g7 černý pěšec · g6 černý pěšec · a5 černý pěšec · h5 černý věž · d4 bílý dáma · h4 bílý věž · g3 černý věž · h3 bílý pěšec · g2 bílý pěšec · f1 bílý střelec · g1 bílý král | g8 černý král · b7 černý dáma · f7 černý pěšec · g7 černý pěšec · g6 černý pěšec · a5 černý pěšec · h5 černý věž · d4 bílý dáma · h4 bílý věž · g3 černý věž · h3 bílý pěšec · g2 bílý pěšec · f1 bílý střelec · g1 bílý král | g8 černý král · b7 černý dáma · f7 černý pěšec · g7 černý pěšec · g6 černý pěšec · a5 černý pěšec · h5 černý věž · d4 bílý dáma · h4 bílý věž · g3 černý věž · h3 bílý pěšec · g2 bílý pěšec · f1 bílý střelec · g1 bílý král | g8 černý král · b7 černý dáma · f7 černý pěšec · g7 černý pěšec · g6 černý pěšec · a5 černý pěšec · h5 černý věž · d4 bílý dáma · h4 bílý věž · g3 černý věž · h3 bílý pěšec · g2 bílý pěšec · f1 bílý střelec · g1 bílý král | g8 černý král · b7 černý dáma · f7 černý pěšec · g7 černý pěšec · g6 černý pěšec · a5 černý pěšec · h5 černý věž · d4 bílý dáma · h4 bílý věž · g3 černý věž · h3 bílý pěšec · g2 bílý pěšec · f1 bílý střelec · g1 bílý král | g8 černý král · b7 černý dáma · f7 černý pěšec · g7 černý pěšec · g6 černý pěšec · a5 černý pěšec · h5 černý věž · d4 bílý dáma · h4 bílý věž · g3 černý věž · h3 bílý pěšec · g2 bílý pěšec · f1 bílý střelec · g1 bílý král | g8 černý král · b7 černý dáma · f7 černý pěšec · g7 černý pěšec · g6 černý pěšec · a5 černý pěšec · h5 černý věž · d4 bílý dáma · h4 bílý věž · g3 černý věž · h3 bílý pěšec · g2 bílý pěšec · f1 bílý střelec · g1 bílý král | 8 |
| 7 | g8 černý král · b7 černý dáma · f7 černý pěšec · g7 černý pěšec · g6 černý pěšec · a5 černý pěšec · h5 černý věž · d4 bílý dáma · h4 bílý věž · g3 černý věž · h3 bílý pěšec · g2 bílý pěšec · f1 bílý střelec · g1 bílý král | g8 černý král · b7 černý dáma · f7 černý pěšec · g7 černý pěšec · g6 černý pěšec · a5 černý pěšec · h5 černý věž · d4 bílý dáma · h4 bílý věž · g3 černý věž · h3 bílý pěšec · g2 bílý pěšec · f1 bílý střelec · g1 bílý král | g8 černý král · b7 černý dáma · f7 černý pěšec · g7 černý pěšec · g6 černý pěšec · a5 černý pěšec · h5 černý věž · d4 bílý dáma · h4 bílý věž · g3 černý věž · h3 bílý pěšec · g2 bílý pěšec · f1 bílý střelec · g1 bílý král | g8 černý král · b7 černý dáma · f7 černý pěšec · g7 černý pěšec · g6 černý pěšec · a5 černý pěšec · h5 černý věž · d4 bílý dáma · h4 bílý věž · g3 černý věž · h3 bílý pěšec · g2 bílý pěšec · f1 bílý střelec · g1 bílý král | g8 černý král · b7 černý dáma · f7 černý pěšec · g7 černý pěšec · g6 černý pěšec · a5 černý pěšec · h5 černý věž · d4 bílý dáma · h4 bílý věž · g3 černý věž · h3 bílý pěšec · g2 bílý pěšec · f1 bílý střelec · g1 bílý král | g8 černý král · b7 černý dáma · f7 černý pěšec · g7 černý pěšec · g6 černý pěšec · a5 černý pěšec · h5 černý věž · d4 bílý dáma · h4 bílý věž · g3 černý věž · h3 bílý pěšec · g2 bílý pěšec · f1 bílý střelec · g1 bílý král | g8 černý král · b7 černý dáma · f7 černý pěšec · g7 černý pěšec · g6 černý pěšec · a5 černý pěšec · h5 černý věž · d4 bílý dáma · h4 bílý věž · g3 černý věž · h3 bílý pěšec · g2 bílý pěšec · f1 bílý střelec · g1 bílý král | g8 černý král · b7 černý dáma · f7 černý pěšec · g7 černý pěšec · g6 černý pěšec · a5 černý pěšec · h5 černý věž · d4 bílý dáma · h4 bílý věž · g3 černý věž · h3 bílý pěšec · g2 bílý pěšec · f1 bílý střelec · g1 bílý král | 7 |
| 6 | g8 černý král · b7 černý dáma · f7 černý pěšec · g7 černý pěšec · g6 černý pěšec · a5 černý pěšec · h5 černý věž · d4 bílý dáma · h4 bílý věž · g3 černý věž · h3 bílý pěšec · g2 bílý pěšec · f1 bílý střelec · g1 bílý král | g8 černý král · b7 černý dáma · f7 černý pěšec · g7 černý pěšec · g6 černý pěšec · a5 černý pěšec · h5 černý věž · d4 bílý dáma · h4 bílý věž · g3 černý věž · h3 bílý pěšec · g2 bílý pěšec · f1 bílý střelec · g1 bílý král | g8 černý král · b7 černý dáma · f7 černý pěšec · g7 černý pěšec · g6 černý pěšec · a5 černý pěšec · h5 černý věž · d4 bílý dáma · h4 bílý věž · g3 černý věž · h3 bílý pěšec · g2 bílý pěšec · f1 bílý střelec · g1 bílý král | g8 černý král · b7 černý dáma · f7 černý pěšec · g7 černý pěšec · g6 černý pěšec · a5 černý pěšec · h5 černý věž · d4 bílý dáma · h4 bílý věž · g3 černý věž · h3 bílý pěšec · g2 bílý pěšec · f1 bílý střelec · g1 bílý král | g8 černý král · b7 černý dáma · f7 černý pěšec · g7 černý pěšec · g6 černý pěšec · a5 černý pěšec · h5 černý věž · d4 bílý dáma · h4 bílý věž · g3 černý věž · h3 bílý pěšec · g2 bílý pěšec · f1 bílý střelec · g1 bílý král | g8 černý král · b7 černý dáma · f7 černý pěšec · g7 černý pěšec · g6 černý pěšec · a5 černý pěšec · h5 černý věž · d4 bílý dáma · h4 bílý věž · g3 černý věž · h3 bílý pěšec · g2 bílý pěšec · f1 bílý střelec · g1 bílý král | g8 černý král · b7 černý dáma · f7 černý pěšec · g7 černý pěšec · g6 černý pěšec · a5 černý pěšec · h5 černý věž · d4 bílý dáma · h4 bílý věž · g3 černý věž · h3 bílý pěšec · g2 bílý pěšec · f1 bílý střelec · g1 bílý král | g8 černý král · b7 černý dáma · f7 černý pěšec · g7 černý pěšec · g6 černý pěšec · a5 černý pěšec · h5 černý věž · d4 bílý dáma · h4 bílý věž · g3 černý věž · h3 bílý pěšec · g2 bílý pěšec · f1 bílý střelec · g1 bílý král | 6 |
| 5 | g8 černý král · b7 černý dáma · f7 černý pěšec · g7 černý pěšec · g6 černý pěšec · a5 černý pěšec · h5 černý věž · d4 bílý dáma · h4 bílý věž · g3 černý věž · h3 bílý pěšec · g2 bílý pěšec · f1 bílý střelec · g1 bílý král | g8 černý král · b7 černý dáma · f7 černý pěšec · g7 černý pěšec · g6 černý pěšec · a5 černý pěšec · h5 černý věž · d4 bílý dáma · h4 bílý věž · g3 černý věž · h3 bílý pěšec · g2 bílý pěšec · f1 bílý střelec · g1 bílý král | g8 černý král · b7 černý dáma · f7 černý pěšec · g7 černý pěšec · g6 černý pěšec · a5 černý pěšec · h5 černý věž · d4 bílý dáma · h4 bílý věž · g3 černý věž · h3 bílý pěšec · g2 bílý pěšec · f1 bílý střelec · g1 bílý král | g8 černý král · b7 černý dáma · f7 černý pěšec · g7 černý pěšec · g6 černý pěšec · a5 černý pěšec · h5 černý věž · d4 bílý dáma · h4 bílý věž · g3 černý věž · h3 bílý pěšec · g2 bílý pěšec · f1 bílý střelec · g1 bílý král | g8 černý král · b7 černý dáma · f7 černý pěšec · g7 černý pěšec · g6 černý pěšec · a5 černý pěšec · h5 černý věž · d4 bílý dáma · h4 bílý věž · g3 černý věž · h3 bílý pěšec · g2 bílý pěšec · f1 bílý střelec · g1 bílý král | g8 černý král · b7 černý dáma · f7 černý pěšec · g7 černý pěšec · g6 černý pěšec · a5 černý pěšec · h5 černý věž · d4 bílý dáma · h4 bílý věž · g3 černý věž · h3 bílý pěšec · g2 bílý pěšec · f1 bílý střelec · g1 bílý král | g8 černý král · b7 černý dáma · f7 černý pěšec · g7 černý pěšec · g6 černý pěšec · a5 černý pěšec · h5 černý věž · d4 bílý dáma · h4 bílý věž · g3 černý věž · h3 bílý pěšec · g2 bílý pěšec · f1 bílý střelec · g1 bílý král | g8 černý král · b7 černý dáma · f7 černý pěšec · g7 černý pěšec · g6 černý pěšec · a5 černý pěšec · h5 černý věž · d4 bílý dáma · h4 bílý věž · g3 černý věž · h3 bílý pěšec · g2 bílý pěšec · f1 bílý střelec · g1 bílý král | 5 |
| 4 | g8 černý král · b7 černý dáma · f7 černý pěšec · g7 černý pěšec · g6 černý pěšec · a5 černý pěšec · h5 černý věž · d4 bílý dáma · h4 bílý věž · g3 černý věž · h3 bílý pěšec · g2 bílý pěšec · f1 bílý střelec · g1 bílý král | g8 černý král · b7 černý dáma · f7 černý pěšec · g7 černý pěšec · g6 černý pěšec · a5 černý pěšec · h5 černý věž · d4 bílý dáma · h4 bílý věž · g3 černý věž · h3 bílý pěšec · g2 bílý pěšec · f1 bílý střelec · g1 bílý král | g8 černý král · b7 černý dáma · f7 černý pěšec · g7 černý pěšec · g6 černý pěšec · a5 černý pěšec · h5 černý věž · d4 bílý dáma · h4 bílý věž · g3 černý věž · h3 bílý pěšec · g2 bílý pěšec · f1 bílý střelec · g1 bílý král | g8 černý král · b7 černý dáma · f7 černý pěšec · g7 černý pěšec · g6 černý pěšec · a5 černý pěšec · h5 černý věž · d4 bílý dáma · h4 bílý věž · g3 černý věž · h3 bílý pěšec · g2 bílý pěšec · f1 bílý střelec · g1 bílý král | g8 černý král · b7 černý dáma · f7 černý pěšec · g7 černý pěšec · g6 černý pěšec · a5 černý pěšec · h5 černý věž · d4 bílý dáma · h4 bílý věž · g3 černý věž · h3 bílý pěšec · g2 bílý pěšec · f1 bílý střelec · g1 bílý král | g8 černý král · b7 černý dáma · f7 černý pěšec · g7 černý pěšec · g6 černý pěšec · a5 černý pěšec · h5 černý věž · d4 bílý dáma · h4 bílý věž · g3 černý věž · h3 bílý pěšec · g2 bílý pěšec · f1 bílý střelec · g1 bílý král | g8 černý král · b7 černý dáma · f7 černý pěšec · g7 černý pěšec · g6 černý pěšec · a5 černý pěšec · h5 černý věž · d4 bílý dáma · h4 bílý věž · g3 černý věž · h3 bílý pěšec · g2 bílý pěšec · f1 bílý střelec · g1 bílý král | g8 černý král · b7 černý dáma · f7 černý pěšec · g7 černý pěšec · g6 černý pěšec · a5 černý pěšec · h5 černý věž · d4 bílý dáma · h4 bílý věž · g3 černý věž · h3 bílý pěšec · g2 bílý pěšec · f1 bílý střelec · g1 bílý král | 4 |
| 3 | g8 černý král · b7 černý dáma · f7 černý pěšec · g7 černý pěšec · g6 černý pěšec · a5 černý pěšec · h5 černý věž · d4 bílý dáma · h4 bílý věž · g3 černý věž · h3 bílý pěšec · g2 bílý pěšec · f1 bílý střelec · g1 bílý král | g8 černý král · b7 černý dáma · f7 černý pěšec · g7 černý pěšec · g6 černý pěšec · a5 černý pěšec · h5 černý věž · d4 bílý dáma · h4 bílý věž · g3 černý věž · h3 bílý pěšec · g2 bílý pěšec · f1 bílý střelec · g1 bílý král | g8 černý král · b7 černý dáma · f7 černý pěšec · g7 černý pěšec · g6 černý pěšec · a5 černý pěšec · h5 černý věž · d4 bílý dáma · h4 bílý věž · g3 černý věž · h3 bílý pěšec · g2 bílý pěšec · f1 bílý střelec · g1 bílý král | g8 černý král · b7 černý dáma · f7 černý pěšec · g7 černý pěšec · g6 černý pěšec · a5 černý pěšec · h5 černý věž · d4 bílý dáma · h4 bílý věž · g3 černý věž · h3 bílý pěšec · g2 bílý pěšec · f1 bílý střelec · g1 bílý král | g8 černý král · b7 černý dáma · f7 černý pěšec · g7 černý pěšec · g6 černý pěšec · a5 černý pěšec · h5 černý věž · d4 bílý dáma · h4 bílý věž · g3 černý věž · h3 bílý pěšec · g2 bílý pěšec · f1 bílý střelec · g1 bílý král | g8 černý král · b7 černý dáma · f7 černý pěšec · g7 černý pěšec · g6 černý pěšec · a5 černý pěšec · h5 černý věž · d4 bílý dáma · h4 bílý věž · g3 černý věž · h3 bílý pěšec · g2 bílý pěšec · f1 bílý střelec · g1 bílý král | g8 černý král · b7 černý dáma · f7 černý pěšec · g7 černý pěšec · g6 černý pěšec · a5 černý pěšec · h5 černý věž · d4 bílý dáma · h4 bílý věž · g3 černý věž · h3 bílý pěšec · g2 bílý pěšec · f1 bílý střelec · g1 bílý král | g8 černý král · b7 černý dáma · f7 černý pěšec · g7 černý pěšec · g6 černý pěšec · a5 černý pěšec · h5 černý věž · d4 bílý dáma · h4 bílý věž · g3 černý věž · h3 bílý pěšec · g2 bílý pěšec · f1 bílý střelec · g1 bílý král | 3 |
| 2 | g8 černý král · b7 černý dáma · f7 černý pěšec · g7 černý pěšec · g6 černý pěšec · a5 černý pěšec · h5 černý věž · d4 bílý dáma · h4 bílý věž · g3 černý věž · h3 bílý pěšec · g2 bílý pěšec · f1 bílý střelec · g1 bílý král | g8 černý král · b7 černý dáma · f7 černý pěšec · g7 černý pěšec · g6 černý pěšec · a5 černý pěšec · h5 černý věž · d4 bílý dáma · h4 bílý věž · g3 černý věž · h3 bílý pěšec · g2 bílý pěšec · f1 bílý střelec · g1 bílý král | g8 černý král · b7 černý dáma · f7 černý pěšec · g7 černý pěšec · g6 černý pěšec · a5 černý pěšec · h5 černý věž · d4 bílý dáma · h4 bílý věž · g3 černý věž · h3 bílý pěšec · g2 bílý pěšec · f1 bílý střelec · g1 bílý král | g8 černý král · b7 černý dáma · f7 černý pěšec · g7 černý pěšec · g6 černý pěšec · a5 černý pěšec · h5 černý věž · d4 bílý dáma · h4 bílý věž · g3 černý věž · h3 bílý pěšec · g2 bílý pěšec · f1 bílý střelec · g1 bílý král | g8 černý král · b7 černý dáma · f7 černý pěšec · g7 černý pěšec · g6 černý pěšec · a5 černý pěšec · h5 černý věž · d4 bílý dáma · h4 bílý věž · g3 černý věž · h3 bílý pěšec · g2 bílý pěšec · f1 bílý střelec · g1 bílý král | g8 černý král · b7 černý dáma · f7 černý pěšec · g7 černý pěšec · g6 černý pěšec · a5 černý pěšec · h5 černý věž · d4 bílý dáma · h4 bílý věž · g3 černý věž · h3 bílý pěšec · g2 bílý pěšec · f1 bílý střelec · g1 bílý král | g8 černý král · b7 černý dáma · f7 černý pěšec · g7 černý pěšec · g6 černý pěšec · a5 černý pěšec · h5 černý věž · d4 bílý dáma · h4 bílý věž · g3 černý věž · h3 bílý pěšec · g2 bílý pěšec · f1 bílý střelec · g1 bílý král | g8 černý král · b7 černý dáma · f7 černý pěšec · g7 černý pěšec · g6 černý pěšec · a5 černý pěšec · h5 černý věž · d4 bílý dáma · h4 bílý věž · g3 černý věž · h3 bílý pěšec · g2 bílý pěšec · f1 bílý střelec · g1 bílý král | 2 |
| 1 | g8 černý král · b7 černý dáma · f7 černý pěšec · g7 černý pěšec · g6 černý pěšec · a5 černý pěšec · h5 černý věž · d4 bílý dáma · h4 bílý věž · g3 černý věž · h3 bílý pěšec · g2 bílý pěšec · f1 bílý střelec · g1 bílý král | g8 černý král · b7 černý dáma · f7 černý pěšec · g7 černý pěšec · g6 černý pěšec · a5 černý pěšec · h5 černý věž · d4 bílý dáma · h4 bílý věž · g3 černý věž · h3 bílý pěšec · g2 bílý pěšec · f1 bílý střelec · g1 bílý král | g8 černý král · b7 černý dáma · f7 černý pěšec · g7 černý pěšec · g6 černý pěšec · a5 černý pěšec · h5 černý věž · d4 bílý dáma · h4 bílý věž · g3 černý věž · h3 bílý pěšec · g2 bílý pěšec · f1 bílý střelec · g1 bílý král | g8 černý král · b7 černý dáma · f7 černý pěšec · g7 černý pěšec · g6 černý pěšec · a5 černý pěšec · h5 černý věž · d4 bílý dáma · h4 bílý věž · g3 černý věž · h3 bílý pěšec · g2 bílý pěšec · f1 bílý střelec · g1 bílý král | g8 černý král · b7 černý dáma · f7 černý pěšec · g7 černý pěšec · g6 černý pěšec · a5 černý pěšec · h5 černý věž · d4 bílý dáma · h4 bílý věž · g3 černý věž · h3 bílý pěšec · g2 bílý pěšec · f1 bílý střelec · g1 bílý král | g8 černý král · b7 černý dáma · f7 černý pěšec · g7 černý pěšec · g6 černý pěšec · a5 černý pěšec · h5 černý věž · d4 bílý dáma · h4 bílý věž · g3 černý věž · h3 bílý pěšec · g2 bílý pěšec · f1 bílý střelec · g1 bílý král | g8 černý král · b7 černý dáma · f7 černý pěšec · g7 černý pěšec · g6 černý pěšec · a5 černý pěšec · h5 černý věž · d4 bílý dáma · h4 bílý věž · g3 černý věž · h3 bílý pěšec · g2 bílý pěšec · f1 bílý střelec · g1 bílý král | g8 černý král · b7 černý dáma · f7 černý pěšec · g7 černý pěšec · g6 černý pěšec · a5 černý pěšec · h5 černý věž · d4 bílý dáma · h4 bílý věž · g3 černý věž · h3 bílý pěšec · g2 bílý pěšec · f1 bílý střelec · g1 bílý král | 1 |
|   | a | b | c | d | e | f | g | h |   |

Černý je na tahu a zahraje
1... Vxh4?
, přičemž očekává, že bílý zahraje 2.Dxh4. Bílý má však mezišach: 
2. Dd8+!
následuje 
2... Kh7
3. Dxh4+ Kg8
4. Dxg3
bílý získal věž a partii vyhraje.